# Kaspaza-2
Kaspaza-2 (EC 3.4.22.55, ICH-1, NEDD-2, kaspaza-2L, kaspaza-2S, CASP-2, NEDD2 protein) je enzim. Ovaj enzim katalizuje sledeću hemijsku reakciju
Neophodno je prisustvo Asp ostatka u P1 poziciji, pri čemu je Asp316 esencijalan za proteolitičku aktivnost. Preferentno dolazi do razlaganja sekvence  Val-Asp-Val-Ala-Asp-
Kaspaze-2 je inicijator kaspaze, kao i kaspaza-8 (EC 3.4.22.61), kaspaza-9 (EC 3.4.22.62) i kaspaza-10 (EC 3.4.22.63).

## Literatura
- Nicholas C. Price; Lewis Stevens (1999). Fundamentals of Enzymology: The Cell and Molecular Biology of Catalytic Proteins (Third изд.). USA: Oxford University Press. ISBN 019850229X.
- Eric J. Toone (2006). Advances in Enzymology and Related Areas of Molecular Biology, Protein Evolution (Volume 75 изд.). Wiley-Interscience. ISBN 0471205036.
- Branden C; Tooze J. Introduction to Protein Structure. New York, NY: Garland Publishing. ISBN 0-8153-2305-0.
- Irwin H. Segel. Enzyme Kinetics: Behavior and Analysis of Rapid Equilibrium and Steady-State Enzyme Systems (Book 44 изд.). Wiley Classics Library. ISBN 0471303097.

## Spoljašnje veze
- Caspase-2 на 